# Jacques Monclar
Pour les articles homonymes, voir Monclar.
Jacques Monclar, né le 2 avril 1957 à  Neuilly-sur-Seine, est un basketteur et entraîneur français, qui évoluait aux postes de meneur et arrière. Double champion de France et détenteur d'un trophée européen, la Coupe des Coupes en 1988 avec le CSP Limoges, il remporte également deux titres de champion de France en tant qu'entraîneur avec le club de l'Olympique d'Antibes Juan-les-Pins et une Coupe de France avec la Jeanne d'Arc Dijon Bourgogne.
Il fait aussi carrière à la radio sur Europe 1 puis RMC de 2009 à 2016, et à la télévision sur Bein Sports comme consultant depuis 2012.

## Biographie

### Carrière de joueur
Il est, avec Hervé Dubuisson également né en 1957, l'un des deux basketteurs français les plus doués de sa génération.
Meneur de l'équipe minime du Stade de l'Est des Pavillons-sous-Bois qu'il dirige déjà avec autorité, il dispute le championnat d'Europe cadets en étant surclassé.
Il enchaîne ensuite en 1973, au Racing Club de France (le club de son père), coaché par Gérard de Félicès (qui entraîne aussi l'équipe première)  avec lequel il est, de haute lutte, champion de France cadets (1974). L'année suivante, il rejoint l'équipe senior du Racing Club de France qui évolue en première division.  À seulement 17 ans, il mène le jeu sans complexe devant les ténors déjà dotés de joueurs américains de gros calibre.
Ayant quitté le Racing qui effectue des prestations très moyennes parmi l'élite, pour le SCM Le Mans, Monclar est intégré dès 1978, à seulement 21 ans, au poste de meneur de l'équipe de France A. Avec Hervé Dubuisson, l'autre baby-star du basket français, il formera un duo de choc en équipe de France qui, pour la première fois depuis longtemps, disputera des championnats d'Europe en ramenant des résultats honorables.
En signant, au début des années 1980, pour la mythique ASVEL (Villeurbanne), club déjà une dizaine de fois champion de France, il donne un coup d'accélérateur notable à sa carrière. Champion de France 1981, il est membre à part entière de la belle équipe des « Verts ».
Son président Raphael de Barros ramenait les stars montantes (Monclar, Szanyiel) avec le seul nom du club, chargé d'une forte réputation. Son transfert à Limoges en 1985, est le point d'orgue de sa carrière. L'autre équipe « verte » est en effet à cette époque une équipe prometteuse. Il remporte un deuxième titre de champion de France dans le club de la Haute-Vienne. Monclar assure une fin de carrière très honorable avec l'Olympique d'Antibes. Durant cette dernière période, il devient le premier président du SNB, syndicat national des basketteurs, né le 19 mai 1988.
Il compte 201 sélections, pour un total de 1 001 points avec l'équipe de France entre le 25 avril 1978 à Sofia lors d'un match amical contre la Roumanie et le 10 juillet 1988 à Rotterdam contre la Grande-Bretagne lors des qualifications pour les Jeux olympiques de 1988. Il dispute les Jeux olympiques 1984 à Los Angeles, terminé à la onzième place, les championnats du monde de 1986, où la France termine aux places de 13 à 24. Il participe à quatre championnats d'Europe, en 1979 et 1981 huitième, 1983, cinquième, et 1985, sixième.

### Entraîneur
La carrière de Jacques Monclar en tant qu'entraîneur débute en fin de saison 1988-1989. Après un match aller de barrage perdu de 38 points face à Toulouse, l'entraîneur Michel Cermak est démis de son poste, pour être confié à un joueur, Jacques Monclar. Celui-ci obtient un résultat important pour son premier match d'entraîneur : l'équipe s'impose de 39 points lors du match retour, 127 à 89, pour conserver sa place dans l'élite,.
Pour sa première saison à la tête du club, Jacques Monclar choisit deux Américains expérimentés : le pivot Lee Johnson, finaliste de la Coupe des clubs Champions avec le Maccabi Tel Aviv et son meneur Robert Smith. Il conduit son équipe à la deuxième place de la saison régulière, puis à la finale du championnat, battu deux à un par le CSP Limoges malgré Lee Johnson qui inscrit 26,7 points et capte 15,0 rebonds sur ces matchs de finale. La saison suivante, s'appuyant toujours sur des joueurs expérimentés, Lee Johnson et Robert Smith, Antibes domine la saison régulière. Après s'être imposé en playoffs face à Saint-Quentin puis Pau-Orthez, Antibes prend sa revanche sur le club de Limoges en s'imposant deux à un. Le début de cette série est pourtant difficile, défaite à domicile lors du premier match malgré les 28 points, 4 rebonds et 2 contres de Johnson, puis retard de cinq points à la mi-temps du deuxième match disputé à Limoges. Mais grâce à 28 points de Smith, combinés aux 21 de Hugues Occansey et 23 de Georgy Adams, et au bon match défensif de Johnson, 7 rebonds, 2 contres et 14 points, Antibes s'impose 102 à 89. Toujours grâce à Smith, le club de Monclar s'impose 88 à 76 lors de la manche décisive à Antibes. Après seulement deux saisons, Jacques est déjà champion de France.
Après une élimination en quart de finale de la saison 1991-1992 par Gravelines et élimination lors du Semi-final round, tour principal de la coupe des Clubs champions disputé sous la forme de deux groupes de huit équipes, puis par Pau-Orthez sur le score de trois à un en demi-finale du championnat de la saison suivante, l'équipe de Monclar retrouve la finale du championnat lors de la saison 1993-1994. 
Monclar associe des jeunes issus du centre de formation, Arsène Ade-Mensah ou Laurent Foirest avec des joueurs expérimentés, l'Américain Willie Redden, champion d'Europe avec Limoges, Stéphane Ostrowski. Après l'arrivée de David Rivers, meneur américain avec une expérience en NBA, lors de la saison précédente, Monclar effectue un recrutement risqué en début de saison 1994-1995 avec Michael Ray Richardson grâce à l'aide de Johnson, désormais manager général du club depuis la fin de sa carrière en 1993. Richardson, quatre fois All-Star, meilleur passeur et meilleur intercepteur de NBA, a en effet plus de 39 ans. Toutefois, c'est toujours un joueur décisif. Malgré un 2 sur 17 aux tirs, celui-ci se voit confier par Monclar le dernier tir lors du quatrième match de la série de la finale de 1995, tir qu'il réussit pour donner la victoire à son équipe sur le score de 81 à 80. Rivers est également un joueur majeur de la saison, 22,4 points, 5,5 rebonds et 3,3 interceptions, et des finales, 36 points lors du troisième match de la finale. Dans les compétitions européennes, Antibes échoue dans sa tentative à rejoindre le tour principal, éliminé en deux manches par le CSKA Moscou, défaite puis victoire insuffisante sur le score de 89 à 74. Reversé en Coupe d'Europe, le club s'incline deux à un face au Benetton Trévise en demi-finale de la compétition.
En début de la saison suivante, Monclar perd son meneur américain David Rivers : celui-ci, après un match, rejoint le club grec de l'Olympiakós. Le club termine sa compétition en Ligue des champions d’Europe en sixième position de son groupe de semi-final round. Alors que la saison n'est pas terminée, Jacques Monclar annonce qu'il rejoint le club de Pau-Orthez pour prendre la succession de Michel Gomez qui savait depuis février que son contrat ne serait pas prolongé. En championnat, Antibes s'incline en demi-finale face au futur club de Monclar en demi-finale sur le score de deux à zéro.
Premier de la saison régulière avec un bilan de vingt-quatre victoires et six défaites, le club de Pau s'incline en demi-finale du championnat sur le score de deux à un face au PSG Racing. Le début de saison suivante ne répond pas aux attentes de Pierre Seillant qui le licencie de son poste le 30 novembre, après un bilan de quatre défaites en championnat, et trois victoires pour cinq défaites en Euroligue. Cela fait également de lui le premier entraîneur à être limogé par le club de Pau. Il retrouve rapidement un club en succédant à Michel Gomez à la tête du CSP Limoges. Quatrième de la phase régulière, ce dernier atteint la finale du championnat après avoir éliminé le PSG Racing puis Lyon-Villeurbanne. Monclar retrouve en finale son ancien club. Pau, désormais dirigé par Claude Bergeaud, s'impose en deux manches, 84 à 62 à Pau puis 73 à 67 à Limoges.
Une deuxième saison décevante, septième de la phase régulière, puis une élimination en deux manches lors du premier tour des playoffs face à l'ASVEL Lyon-Villeurbanne conduit ses dirigeants à le limoger en mai 1999, le poste d'entraîneur étant confié à Duško Ivanović. 
Pour la troisième fois depuis le début de sa carrière d'entraîneur, il succède à son ancien entraîneur Michel Gomez à la tête d'un club : Pau-Orthez, CSP Limoges et Olympic d'Antibes, club qu'il retrouve après son départ en 1996. Sous la direction, le club termine treizième en 2000 puis douzième l'année suivante et enfin assure le maintien sportif lors de la saison 2001-2002 avec une quatorzième place.
En 2002, il rejoint le club parisien du Paris Basket Racing en remplacement de Erik Lehmann,. Septième de la phase régulière, le club francilien s'incline en quart de finale face à l'ASVEL Lyon-Villeurbanne, malgré une victoire lors du premier match sur le terrain de son adversaire. La saison suivante, le club ne parvient pas à se qualifier pour les playoffs en raison d'une treizième place en saison régulière.
Le club change alors de propriétaire : le groupe Louis Nicollin vend le club à un groupe d'investisseurs américains, où figure Tony Parker, et représenté par Mark Fleisher. Monclar, avec un an de contrat, est conservé au club, mais il doit laisser finalement le poste d'entraîneur à Gordon Herbert. Dix mois plus tard, il retrouve un poste d'entraîneur en prenant la tête du club de Dijon,. 
Onzième de la phase régulière lors de la première saison à la tête du club dijonnais, Monclar conduit son équipe en finale de la Coupe de France. Les joueurs de Monclar s'imposent sur le score de 66 à 58 face au club de Pro B d'Orléans. 
Au terme de la saison suivante, il est démis de ses fonctions alors qu'il lui restait un an de contrat.
En mai 2013, il annonce qu'il a été nommé directeur sportif du club de Paris-Levallois Basket, avec comme première mission de « faire le point sur l’effectif en vue de la saison prochaine ». Il reste consultant NBA auprès de beIN Sport mais il démissionne de ses fonctions à la Ligue nationale de basket-ball, où il occupait notamment le poste de président de la commission sportive. En octobre 2013, trop pris par son travail de commentateur pour BeIN, il quitte son poste de directeur sportif pour devenir conseiller du président du Paris-Levallois, Jean-Pierre Aubry.

### Consultant
En 1992 et 1996, il commente les rencontres de basket aux Jeux olympiques d'été à Barcelone et aux JO d'Atlanta sur TF1 avec Philippe Houy. Il a aussi été consultant sur Eurosport pour le Championnat d'Europe de basket-ball 1999 et sur Pathé Sport pour l'Eurobasket 2001. Puis, il rejoint la chaîne de télévision d'information sportive en continu L'Équipe TV et occupe également un poste de consultant radio pour Europe 1.
Après le rachat de TPS par le Groupe Canal+ en 2007, les chaînes Canal+ et Sport+ deviennent diffuseurs officiels du Championnat de France masculin de basket-ball et font appel à Jacques Monclar pour commenter les rencontres de Pro A mais aussi de NBA et d'Euroligue. Il participe également au club des Spécialistes sur Canal+ Sport de 2008 à 2010 puis au magazine Canal NBA du 15 novembre 2010 au 22 juin 2012.
En 2009, il est évincé d'Europe 1 et rejoint alors l'agence RMC Sport. Il participe à divers émissions sportives de RMC (Intégrale Sport, Moscato Show, Basket Time) et à partir de la rentrée de septembre 2012, il est chroniqueur dans les Grandes Gueules du sport animé par Gilbert Brisbois et Serge Simon.
En avril 2012, il reçoit la « Lucarne d'or » du meilleur binôme de commentateurs hors foot pour son duo avec David Cozette sur Canal+.
Il quitte le groupe Canal+ en décembre 2012 et rejoint beIN Sports, nouveau détenteur des droits de la NBA en France. Depuis le 8 janvier 2013, il y présente quotidiennement NBA Extra en compagnie de Mary Patrux, Xavier Vaution ou Rémi Reverchon, puis, à partir d'octobre 2013, il devient commentateur des matchs de l'Euroligue.
Le 10 mai 2013, il est élu « Lucarne d'or » du meilleur consultant omnisport.
À partir de février 2014, il est consultant dans le nouveau Talk Show de beIN Sports, Sports Night.
Depuis le 25 août 2014, il est chroniqueur dans le Super Moscato Show sur RMC. D'avril à juin 2016, il anime Before Rio sur RMC, un show consacré aux Jeux de Rio 2016, tous les lundis de 21 heures à 22 heures avec Loïc Briley et Pierre Dorian. En décembre 2016, il annonce qu'il quitte RMC pour se consacrer exclusivement à son rôle de spécialiste NBA et Euroligue sur beIN Sports.
Entre les 24 juillet et 9 août 2021, il est de nouveau présent au micro d'Europe 1 pour analyser les Jeux olympiques de Tokyo, dans le Club Tokyo.

#### Récompense
En 2011, il reçoit le Prix du commentateur sportif décerné par l'association des écrivains sportifs. Ce prix est décerné à un journaliste, professionnel, commentateur audiovisuel, aux connaissances et au jugement appréciés qui, dans ses interventions sur le sport, se sera exprimé avec le souci constant de respecter les règles de la langue française.

## Vie privée
La dynastie Monclar débute dans le basket-ball avec Robert Monclar, mort en décembre 2012. Ce dernier est l'un des meilleurs basketteurs français des années 1950. Il est international français à 142 reprises, et triple médaillé de bronze au championnat d'Europe. Le frère aîné de Jacques est Patrick Monclar (né en février 1953 et décédé en décembre 2011), polytechnicien (promotion 1972), ingénieur de l'armement puis cadre dirigeant dans l'industrie aéronautique.
Avec Laurence Lebeau, championne d'Europe junior 1975 dans la discipline du 100 mètres haies et demi-finaliste des Jeux olympiques de 1980 à Moscou, Jacques Monclar a trois enfants : Julien, l’aîné, joueur de Pro B puis manageur général notamment à Blois, Benjamin, joueur professionnel et Clément, le plus jeune des trois. Benjamin fait partie de l'équipe des espoirs du club de Dijon lorsque son père est l'entraîneur du club en Pro A. Ce dernier reconnait qu'il ne l'a alors pas intégré au groupe professionnel pour le préserver des problèmes habituels lorsqu'un joueur est intégré par son père.
Fan de football, Jacques Monclar est un grand supporter de l'Olympique lyonnais car il porte une grande admiration pour le club sportif mais aussi pour la ville de Lyon qui lui tient particulièrement à cœur.

## Clubs

### Carrière de joueur
- 1965 - 1973 :  Stade de l'Est
- 1977 - 1978 :  RC France (Nationale 1)
- 1978 - 1982 :  ASVEL Villeurbanne (Nationale 1)
- 1982 - 1983 :  SCM Le Mans (Nationale 1)
- 1983 - 1986 :  ASVEL Villeurbanne (Nationale 1)
- 1986 - 1988 :  CSP Limoges (N 1 A)
- 1988 - 1989 :  Olympique d'Antibes (N 1 A)

### Carrière d'entraîneur
- 1988 - 1996 :  Olympique d'Antibes (N 1 A et Pro A)
- 1996 - 30 nov. 1997 :  Élan béarnais Pau-Orthez (Pro A)
- janvier 1998 - juin 1999 :  CSP Limoges (Pro A)
- 1999 - 2002 :  Olympique d'Antibes (Pro A)
- 2002 - 2004 :  Paris BR (Pro A)
- mars 2005 - juin 2007 :  JDA Dijon (Pro A)
- 2007 :  Côte d'Ivoire

## Palmarès
Jacques Monclar remporte un titre européen, avec la Coupe des Coupes remportée en 1988 avec le CSP Limoges. Avec ce club, il remporte également un titre de Champion de France en 1988. Auparavant, il avait déjà remporté ce titre avec l'ASVEL Lyon-Villeurbanne en 1981.
Il remporte également la Coupe de France en 1984 et 1988 et joue la finale de la Coupe Korać en 1987.
Ses 1 123 passes décisives le placent au seizième rang de l'histoire de la Pro A.
En tant qu'entraîneur, il est champion de France en 1991 et 1995 avec l'Olympique d'Antibes Juan-les-Pins. En 2006, il remporte la  Coupe de France avec la Jeanne d'Arc Dijon Bourgogne. 
Sur le plan individuel, il est récompensé du titre d'entraîneur de l'année en 1995.
Il dirige à quatre reprises une équipe du All-Star Game, pour un bilan de quatre défaites.
En 2005, il reçoit la Légion d'honneur des mains d'André Buffière.
En 2011, il est honoré par le basket-ball français en intégrant la promotion 2011 de l’Académie du basket-ball français. C'est son père Robert Monclar, lui-même honoré en 2006, qui lui remet la médaille.
Il est nommé Gloire du sport par la Fédération des internationaux du sport français (FISF) en 2023.